# Carlo Grossi
Pour les articles homonymes, voir Grossi.
Carlo Grossi (né v. 1634 à Vicence, en Vénétie et mort le 14 mai 1688 à Venise) est un compositeur italien du XVIIe siècle.

## Biographie
C'est à Carlo Grossi que l'on doit la première apparition du terme « divertimento » en musique, c'était à Venise en 1681 dans « Il divertimento de' grandi musiche da camera, ò per servizio di tavola. »
Grossi était le successeur de Massimiliano Neri au poste d'organiste à l'église SS. Giovanni et Paolo.

## Œuvres
- Concerti eccleseastici Op. 1 (1657)
- Sonatas Op. 3
- Moderne Melodie: a voce sola: con due, trè, quattro, e cinque stromenti, e partitura per l'organo Op. 8 (Bologne, Giacomo Monti, 1676)
- Currite pastores con 5 stromenti
- Cantata ebraica in dialogo (Modène, 1681)
- Il divertimento de’ Grandi, musiche da camera ò per servizio di tavola... Op. 9 (Venise, 1681) — exemplaire unique à la Bibliothèque nationale de France